# Бирликшил
Бирликшил (каз. Бирликшил, до 1992 г. — Ильинка) — упразднённый аул в Жарминском районе Восточно-Казахстанской области Казахстана. Входил в состав Бирликшильского сельского округа. Исключен из учетных данных в 1998 году.

## Население
В 1989 году население аула составляло 88 человек. Национальный состав: казахи.